# Рок Можич
Рок Можич (словен. Rok Možič; нар. 17 січня 2002, Марибор) — словенський волейболіст, догравальник, гравець збірної Словенії та італійського клубу «WithU» (Верона). 
Здобув переможний бал у чвертьфінальному поєдинку першости світу 2022 проти збірної України.

## Життєпис
Народжений 17 січня 2002 року в м. Марибор. 
Свою ігрову кар'єру розпочав у клубі з рідного міста «Меркур», у якому виступав у 2019—2021 роках. Одноклубником Рока в сезоні 2020—2021 був українець Євген Кисилюк. Від сезону 2021—2022 є гравцем італійського клубу «Верона Воллей» (Верона).
Був у складі збірної Словенії — віцечемпіона Європи 2021 року, щоправда, у поєдинках фінальної частини цієї першости лиш іноді виходив на заміну.
Так само не був гравцем стартового складу збірної на першості світу 2022, однак саме Рок здобув переможний бал у четвертій партії чвертьфінального поєдинку проти збірної України — 25:23.

### Досягнення
збірна
- віцечемпіон Європи 2021 року,
- півфіналіст першости світу 2022.

клубні
- чемпіон Словенії 2021.